# 德賴韋爾斯鎮區 (北卡羅萊納州納什縣)
德賴韋爾斯鎮區（英語：Dry Wells Township）是位於美國北卡羅萊納州納什縣的一個鎮區。

## 地方資料
德賴韋爾斯鎮區的面積為81.84平方千米，皆為陸地。根據2020年美國人口普查的數據，當地共有人口4251人，而人口密度為每平方千米51.94人。